# Molophilus verecundus
Molophilus verecundus là một loài ruồi trong họ Limoniidae. Chúng phân bố ở miền Australasia.